# Heilberscheid
Heilberscheid ist eine Ortsgemeinde im Westerwaldkreis in Rheinland-Pfalz. Sie gehört der Verbandsgemeinde Montabaur an.

## Geographische Lage
Die Gemeinde liegt im Westerwald zwischen Koblenz und Limburg an der Lahn im Naturpark Nassau. Im nordwestlichen Gemeindegebiet fließt der Gelbach und sein Zufluss, der Eisenbach.

## Geschichte
Heilberscheid wurde im Jahre 1362 erstmals urkundlich erwähnt.
Die Kirche wurde 1890 als Filiale der Pfarrkirche in Nentershausen erbaut. Im Jahr 1653 wird eine Ölmühle am Ort erwähnt.
Im Westen des heutigen Gemeindegebiets lag das Dorf Sespenroth, deren Bewohner im Jahre 1853 nach Amerika auswanderten.

## Politik

### Gemeinderat
Der Gemeinderat in Heilberscheid besteht aus zwölf Ratsmitgliedern, die bei der Kommunalwahl am 9. Juni 2024 in einer Mehrheitswahl gewählt wurden, und dem ehrenamtlichen Ortsbürgermeister als Vorsitzendem.

### Bürgermeister
Manfred Hasse wurde am 3. Juli 2024 Ortsbürgermeister von Heilberscheid. Bei der Direktwahl am 9. Juni 2024 war er als einziger Bewerber mit einem Stimmenanteil von 54,0 % für fünf Jahre gewählt worden.
Sein Vorgänger Markus Thomé hatte das Amt seit Juni 2014 inne und kandidierte bei der Wahl 2024 nicht erneut als Ortsbürgermeister. Zuletzt bei der Direktwahl am 26. Mai 2019 war er mit einem Stimmenanteil von 84,44 % für weitere fünf Jahre in seinem Amt bestätigt worden. Thomés Vorgänger Axel Braun hatte das Amt 15 Jahre ausgeübt und 2014 nicht erneut kandidiert.

### Wappen
Die Wappenbeschreibung lautet: In der Mitte des Wappens ist eine Madonnenfigur dargestellt, die in einer Mariengrotte mit dem Modell der Heilberscheider Marienkapelle (erbaut 1889–1891) aufgestellt ist. Die Hainbuchenzweige verweisen auf die ansehnlichen Bestände von Hainbuchen im Heilberscheider Wald. Die Farben des Hintergrundes, Rot und Silber, sind die Wappenfarben von Kurtrier.

## Kultur und Sehenswürdigkeiten
Siehe Liste der Kulturdenkmäler in Heilberscheid

## Wirtschaft und Infrastruktur

### Verkehr
Die nächste Autobahnanschlussstelle ist Diez an der A 3 Köln–Frankfurt am Main, etwa fünf Kilometer entfernt.
Heilberscheid ist durch die Rhein-Mosel-Bus-Linie 450 (Limburg – Diez – Nentershausen – Montabaur) an den ÖPNV anschlossen, die Busse verkehren von Montag bis Freitag, seit dem 1. Januar 2017 gilt auch im Westerwaldkreis der Tarif des Verkehrsverbund Rhein-Mosel (VRM).

## Persönlichkeiten
- Robert Hartmann (1901–nach 1961), in Heilberscheid geborener Jurist und Richter beim Volksgerichtshof